# چیزی که دنبالشم هنوز پیدا نکرده‌ام
چیزی که دنبالشم هنوز پیدا نکرده‌ام یک آهنگ از گروه راک ایرلندی یوتو است.